# Mireille Mathieu chante Ennio Morricone
Albums de Mireille Mathieu
Le vent de la nuit
(1974) Apprends-moi
(1975)
Singles
1. Un jour tu reviendras
Sortie : 1974

Mireille Mathieu chante Ennio Morricone est un album de la chanteuse française Mireille Mathieu sorti en 1974 sous le label Philips. L'album est entièrement composé, dirigé et produit par Ennio Morricone. L'album a été réédité en CD en Allemagne en 1998 sous le label Ariola, puis en 2016 en France ( Sony) avec d'autres titres comme "Pas vu, pas pris" et "Mon ami de toujours".

## Edition 1974 & 1998

### Chansons de l'album
- Face 1

1. Un jour tu reviendras (Ennio Morricone/Maria Travia/Alain Lacour) 5:08 tirée du film "Il était une fois dans l'Ouest" (1968)
2. J'oublie la pluie et le soleil (Ennio Morricone/Sergio Bardotti/Bernard Raduszinsky) 3:54
3. La califfa (Ennio Morricone/Alberto Bevilacqua) 2:34 tirée du film "La califfa" (1970)
4. L'Éblouissante lumière (Ennio Morricone/Michel Jourdan) 4:37 tirée du film "Il était une fois la révolution" (1971)
5. Il ne reste plus rien (Ennio Morricone/Giusseppe/Patroni Griffi/Carlo Garrunchio/Bernard Raduszinsky) 4:06 tirée du film "D'amore su muore" (1972)

- Face 2

1. Je me souviens (Ennio Morricone/Bernard Raduszinsky) 3:53 tirée du film "A l'aube du 5e jour" (1970)
2. La donna madre (Ennio Morricone/Alberto Bevilacqua) 2:33
3. Da quel sorriso che non ride piu' (Ennio Morricone/Sergio Bardotti) 7:12 tirée du film "Les deux saisons de la vie" (1972)
4. La Marche de Sacco et Vanzetti (Ennio Morricone/Georges Moustaki) 3:22 tirée du film "Sacco et Vanzetti" (1971)
5. Mélodie (Ennio Morricone/Bruno Lauzi/Pierre Delanoé) 3:11 tirée du film "Incontro" (1971)

## Edition 2016
Le 29 avril 2016, l'album est de nouveau édité en CD, agrémenté de quatre titres totalement inédits en CD, composé également par Ennio Morricone.

### Chansons de l'album
1. Un jour tu reviendras (Ennio Morricone/Maria Travia/Alain Lacour)
2. J'oublie la pluie et le soleil (Ennio Morricone/Sergio Bardotti/Bernard Raduszinsky)
3. La califfa (Ennio Morricone/Alberto Bevilacqua)
4. L'éblouissante lumière (Ennio Morricone/Michel Jourdan)
5. Il ne reste plus rien (Ennio Morricone/Giusseppe/Patroni Griffi/Carlo Garrunchio/Bernard Raduszinsky)
6. Je me souviens (Ennio Morricone/Bernard Raduszinsky)
7. La donna madre (Ennio Morricone/Alberto Bevilacqua)
8. Da quel sorriso che non ride piu' (Ennio Morricone/Sergio Bardotti)
9. La Marche de Sacco et Vanzetti (Ennio Morricone/Georges Moustaki)
10. Mélodie (Ennio Morricone/Bruno Lauzi/Pierre Delanoé)
11. Pas vu, pas pris (Ennio Morricone/Maurice Vidalin
12. Mon ami de toujours (Ennio Morricone/Vline Buggy)
13. Nata Libera (Ennio Morricone/Gianfranco Baldazzi/Sergio Bardotti)
14. Quando Verranno I Giorni (Ennio Morricone/Piero Piccioni)